# Viração
 Viração, é um dos distritos brasileiros mais antigos do município de Exu e está localizado no Sertão Pernambucano no estado de Pernambuco. Oficialmente fundado pela lei municipal 101 de 15 de novembro de 1929, como distrito de Canabrava, Viração junto de outros quatro distritos de Exu: Timorante, Tabocas, Zé Gomes, São Felix e União São Bento, compõe e integra todo o território do seu município. Tem como padroeira Nossa Senhora da Conceição.

## História
Ao longo dos anos, Viração teve sua fundação datada de forma confusa e complexa. Pelas leis municipais nº 12, de 15 de novembro de 1914, e 101, de 15 de novembro de 1929, é criado o distrito de Bom Jardim e anexado ao município de Exu. Pela mesma lei nº 101 do mesmo ano, Viração foi criado originalmente como Canabrava.
Assim como outro povoado qualquer, Canabrava era maioritariamente habitada por fazendeiros que tinham sítios e pequenos lotes de terras, destinados ao plantio nas estações chuvosas. Com o passar do tempo, habitações eram erguidas e alguns comércios se estabeleciam para atender as necessidades da população. Com tempo, mais pessoas chegavam a região e construíam mais moradias. Após quase dois anos, outra lei municipal em 1931 fez o distrito de Canabrava denominar-se Tabocas. Assim em divisão administrativa referente ao ano de 1933, o município de Novo Exu é constituído por quatro distritos: Novo Exu, Tabocas (ex-Canabrava), Baixio e Bom Jardim.
Em 1943, em mais uma divisão territorial, Canabrava perde mais uma parte de seu território e em 31 de dezembro do mesmo ano, pelo decreto lei estadual n° 952, passa a denominar-se como Viração, extinguindo o antigo distrito. Nesta mesma data, o distrito de Baixio, também passa 
a denominar-se de Timorante.

## Geografia
Localiza-se a uma latitude 7°28'41.3" sul e a uma longitude 39°50'35.2" oeste, estando a uma altitude de 523 metros. Sua população em 2010 era de 3.246 habitantes.

## Clima
O clima em Viração, é semiárido e quente, frio no inverno e quente no verão, com grandes intervalos no período chuvoso, ou seja, suas estações de chuva são irregulares e demoram até a próxima estação. O volume máximo de chuvas varia de acordo com as estações chuvosas.
| Dados climatológicos para Viração | Dados climatológicos para Viração | Dados climatológicos para Viração | Dados climatológicos para Viração | Dados climatológicos para Viração | Dados climatológicos para Viração | Dados climatológicos para Viração | Dados climatológicos para Viração | Dados climatológicos para Viração | Dados climatológicos para Viração | Dados climatológicos para Viração | Dados climatológicos para Viração | Dados climatológicos para Viração | Dados climatológicos para Viração |
| Mês                               | Jan                               | Fev                               | Mar                               | Abr                               | Mai                               | Jun                               | Jul                               | Ago                               | Set                               | Out                               | Nov                               | Dez                               | Ano                               |
| --------------------------------- | --------------------------------- | --------------------------------- | --------------------------------- | --------------------------------- | --------------------------------- | --------------------------------- | --------------------------------- | --------------------------------- | --------------------------------- | --------------------------------- | --------------------------------- | --------------------------------- | --------------------------------- |
| Temperatura máxima média (°C)     | 30,6                              | 29,7                              | 28,8                              | 28,2                              | 27,6                              | 27,4                              | 27,6                              | 28,8                              | 30,3                              | 31,3                              | 31,5                              | 31,2                              | 29,4                              |
| Temperatura média (°C)            | 25,4                              | 24,9                              | 24,3                              | 23,9                              | 23,2                              | 22,5                              | 22,3                              | 23                                | 24,3                              | 25,2                              | 25,6                              | 25,6                              | 24,2                              |
| Temperatura mínima média (°C)     | 20,2                              | 20,1                              | 19,9                              | 19,6                              | 18,8                              | 17,7                              | 17,1                              | 17,3                              | 18,3                              | 19,2                              | 19,8                              | 20,1                              | 19                                |
| Precipitação (mm)                 | 121                               | 134                               | 190                               | 146                               | 71                                | 38                                | 21                                | 11                                | 10                                | 18                                | 37                                | 68                                | 865                               |
| Fonte: Climate Data.              |                                   |                                   |                                   |                                   |                                   |                                   |                                   |                                   |                                   |                                   |                                   |                                   |                                   |